# إحسان شواهنة
إحسان نعيم حسن شواهنه (1977-2004) مجاهد فلسطيني، والمهندس القسامي السادس، وقائد كتائب عز الدين القسام في شمال الضفة الغربية.

## نشأته
في قرية كفر ثلث الواقعة شرق مدينة قلقيلية في الضفة الغربية وفي 21 شباط 1977 كان بزوغه، في كنف أسرة تتكون من ثمانية أفراد غير والديه، كان إحسان بكر ذكورهم الثلاثة وثاني أفرادها الثمانية، كانت خطواته الأولى ترشده إلى مسجد البلدة القديم، وهناك نهل إحسان أو «أبو الفداء المقدسي» -كما يحب أن يطلق عليه تيمناً بالشهيد القسامي محيي الدين الشريف- من معين الإسلام الصافي، ما خوَّله قبل إكماله الصف العاشر، أن يكون من أوائل فتيان بلدته انضماماً للجماعة الأم، جماعة الإخوان المسلمين.
تلقى إحسان تعليمه في المرحلة الابتدائية والإعدادية بمدرسة كفر ثلث الثانوية، ليكمل مرحلته الثانوية في الفرع العلمي بمدرسة عزون الثانوية، كان إحسان من أبرز طلاب صفه وأكثرهم اجتهاداً، لينضم لصفوف جامعة النجاح الوطنية بمدينة نابلس بعد أن حصل على معدل 86.5 في الفرع العلمي، وتنال كلية الهندسة كلية رفاقه: الحنبلي وعدوان وصلاح الدين مؤيد وثابت وأبو حجلة والقافلة تطول، شرف أن يكون الشهيد المهندس إحسان شواهنة فارسها الجديد.

## إغتياله واستشهاده
كان ذلك في تمام الساعة السادسة والنصف من صباح يوم الاثنين 13 كانون الأول 2004م، إحدى الوحدات الصهيونية تعثر على الشهيد القسامي القائد إحسان نعيم شواهنة مهندس القسام السادس وقائدها في شمال الضفة الغربية، بعد أكثر من عام من المطاردة الحثيثة في محاولة لإلقاء القبض عليه، ولكنه رفض وأقسم على الله أن لا يعود لسجنه الذي قضى فيه ما مجموعه سبع سنوات.
قوة كبيرة من الجيبات الصهيونية تتسلل في جنح الظلام إلى شارع الأرصاد في الجبل الشمالي بمدينة نابلس في تمام الساعة الحادية عشر والنصف ليلا، تطوق تلك القوة إحدى العمارات السكنية في ذلك الحي وتطالب سكانه الخروج لتفتيشه، وباءت كل نداءات الجيش وتوسلهم المتكرر لاحسان بتسليم نفسه هرباً من المواجهة المسلحة معه بالفشل، بدأت القوات الصهيونية بإطلاق النار بشكل كثيف على الطابق الرابع الذي تحصن فيه إحسان الذي رد عليهم بالمثل، ولكنه أوقف إطلاق النار من جهته ليهيئ نفسه لجولة جديدة بعد أن اختبأ في «سدة» البيت، وليعتقد الجيش بأنه انهى المعركة لصالحه ولكن هيهات، وبعد طول تردد وتفكير من سوء العقبى، استجمع الجيش الصهيوني المدجج بالسلاح قواه لاقتحام مخبأ مهندس القسام السادس، كانت عيونه ترقب كل حركاتهم.
تقدم قائد الوحدة الصهيونية وضابطها ومعه مجموعة من جنوده وعيونهم المُرتَعِبة تتجول في كل مكان تبحث عن إحسان، أما إحسان الذي تهيأ وسلاحه، انقض عليهم بسيل من الرصاص عاجلهم به، لتتدحرج على الفور جيفةُ قائدهم أمام أعينهم، ويتبادل الطرفان إطلاق النار لأكثر من ساعة، استدعيت فيها المزيد من التعزيزات الصهيونية ويصيب إحسان ثلاثة جنود بجراح مختلفة، في حين كانت ثلاثة إصابات في أنحاء مختلفة من جسد إحسان قد نالت من عزيمته، قبل أن يصوِّب أحد الجنود سلاحه عليه، ويصيبه برصاصة في الجانب الأيمن من وجهه، ليرتقي شهيداً.

## روابط خارجية
- الشهيد إحسان شواهنة - موقع القسام
- الشهيد إحسان شواهنة خادم الأسرى فارس كتيبة الشمال
- شهيدي الانطلاقة شواهنة وعبد ربه يعييدا تاريخ حماس في ذكرى انطلاقتها